# Z=One
『Z=One』（ゾーン）はチャゲ&飛鳥（現：CHAGE and ASKA）の6枚目のオリジナル・アルバム。1985年1月25日に発売された。発売元はワーナー・パイオニア（現：ワーナーミュージック・ジャパン）。
レコードのレーベル面などでは、『Z=One  CHAGE&ASUKA VI』（ゾーン・チャゲアンドアスカ・シックス）の表記も使用されている。
1985年2月25日、1986年12月15日、1990年7月21日、1999年12月16日、2001年8月22日にはCDとして、2009年9月23日にはSHM-CDとして再発売をしている。

## 背景・リリース
前作『INSIDE』よりおよそ10ヶ月ぶりとなるアルバムである。
2月25日には、収録曲の中から｢誘惑のベルが鳴る｣・｢オンリー・ロンリー｣を同時発売でシングルカットした。
本作の発売とシングルカット2タイトルの発売を以て、チャゲ&飛鳥はワーナー・パイオニアを離れ、次の所属レコード会社未定の中コンサートツアー『SHAKIN' NIGHT』を敢行。
｢真夜中の二人｣・｢SHAKIN' NIGHT｣は、キャニオン・レコード（現：ポニーキャニオン）よりCD盤が再発売される際にボーナス・トラックとして収録された。
2009年9月23日には紙ジャケット・シリーズの一環として、SHM-CD仕様でヤマハミュージックコミュニケーションズより再発売された。

## 収録曲
| #  | タイトル               | 作詞     | 作曲   | 編曲                | 時間 |
| -- | ---------------------- | -------- | ------ | ------------------- | ---- |
| 1. | 「TWILIGHT ZONE」      | 飛鳥涼   | 飛鳥涼 | 飛鳥涼、瀬尾一三    | 6:09 |
| 2. | 「棘」                 | 飛鳥涼   | 飛鳥涼 | 平野孝幸            | 4:26 |
| 3. | 「J's LIFE」           | 松井五郎 | チャゲ | Light House Project | 4:13 |
| 4. | 「標的（ターゲット）」 | 飛鳥涼   | 飛鳥涼 | 平野孝幸            | 3:26 |
| 5. | 「メゾンノイローゼ」   | 松井五郎 | チャゲ | 久石譲              | 3:39 |

| #   | タイトル                       | 作詞     | 作曲   | 編曲             | 時間 |
| --- | ------------------------------ | -------- | ------ | ---------------- | ---- |
| 6.  | 「誘惑のベルが鳴る」           | 松井五郎 | チャゲ | 瀬尾一三         | 4:01 |
| 7.  | 「マドンナ」                   | 松井五郎 | チャゲ | 久石譲           | 2:56 |
| 8.  | 「オンリー・ロンリー」         | 飛鳥涼   | 飛鳥涼 | 平野孝幸         | 3:59 |
| 9.  | 「星屑のシャンデリア」         | 飛鳥涼   | 飛鳥涼 | 平野孝幸         | 3:24 |
| 10. | 「マリア（Back To The City）」 | 松本一起 | チャゲ | 平野孝幸         | 4:11 |
| 11. | 「さようならの幸せ」           | 飛鳥涼   | 飛鳥涼 | 飛鳥涼、瀬尾一三 | 4:14 |

| #         | タイトル                       | 作詞      | 作曲      | 編曲                | 時間  |
| --------- | ------------------------------ | --------- | --------- | ------------------- | ----- |
| 12.       | 「真夜中の二人」(Bonus Track)  | 松井五郎  | チャゲ    | 平野孝幸            | 5:01  |
| 13.       | 「SHAKIN' NIGHT」(Bonus Track) | 飛鳥涼    | 飛鳥涼    | Light House Project | 3:52  |
| 合計時間: | 合計時間:                      | 合計時間: | 合計時間: | 合計時間:           | 53:35 |

## 楽曲解説
1. TWILIGHT ZONE
曲の終盤で「風の音」のSEが入り、そのまま次曲へ繋がる。
同年12月にキャニオンレコード移籍後に発売されたベスト・アルバム『Standing Ovation』にも収録されているが、こちらは曲のフェードアウトが9秒ほど早くなっている。
2. 棘
1985年7月12日から13日にかけてフジテレビ系で放送されたライヴエイドへの協賛番組『THE 地球 CONCERT LIVE AID』へ出演した際に演奏された。
コンサートでは1989年頃まで演奏され、2004年に開催された『CHAGE and ASKA 25th Anniversary Special チャゲ&飛鳥 熱風コンサート』で久々に演奏された。
3. J's LIFE
4. 標的（ターゲット）
1984年10月25日に発売されたシングル曲。特に表記はないが、アルバム・ミックス。ラストの銃声が次曲のイントロとかぶっている。
5. メゾンノイローゼ
6. 誘惑のベルが鳴る
同年2月25日にリカットされたシングル曲。
キャニオンレコード、ポニーキャニオン、東芝EMIからCDが再発売された際には、イントロが5秒ほど短くなっている。
7. マドンナ
8. オンリー・ロンリー
同年2月25日にリカットされたシングル曲。
1995年にASKAが「オンリー ロンリー」としてセルフカバーした。
9. 星屑のシャンデリア
10. マリア（Back To The City）
1984年10月25日に発売されたシングル「標的（ターゲット）」B面曲。特に表記はないが、アルバム・ミックス。オリジナルのアナログ盤にB面曲が収録されたのは初めて。
11. さようならの幸せ
12. 真夜中の二人
同年2月25日にリカットされたシングル「誘惑のベルが鳴る」のB面曲。CD盤が再発売される際にボーナス・トラックとして収録された。
13. SHAKIN' NIGHT
同年2月25日にリカットされたシングル「オンリー・ロンリー」のB面曲。CD盤が再発売される際にボーナス・トラックとして収録された。
同年3月から開催したコンサートツアーのタイトルになっている。

## 参加ミュージシャン
- Drums：今泉正義、RX-11、LinnDrum
- Bass：後藤真和、高水健司、Synthesizer Bass
- Guitar：矢島賢、角田順、笛吹利明、加藤雅夫
- Piano：平野孝幸
- Synthesizers：DX-7、Kurzweil、Fairlight CMI、Prophet 5、JUNO-106、Pro One、PPG、Moog、Oberheim
- Synthesizer Programmed by：瀬尾一三、矢島マキ、矢島賢、久石譲、Lighthouse Project、梅原篤
- Horns：数原グループ、Jake H. Concepcion
- Chorus：比山貴咏史、木戸やすひろ、山川恵津子、伊集加代子、高橋香代子、新倉よしみ、広松三和子
- Radio Voice：高田橋久子